# St. Wendelin (Oberwestern)

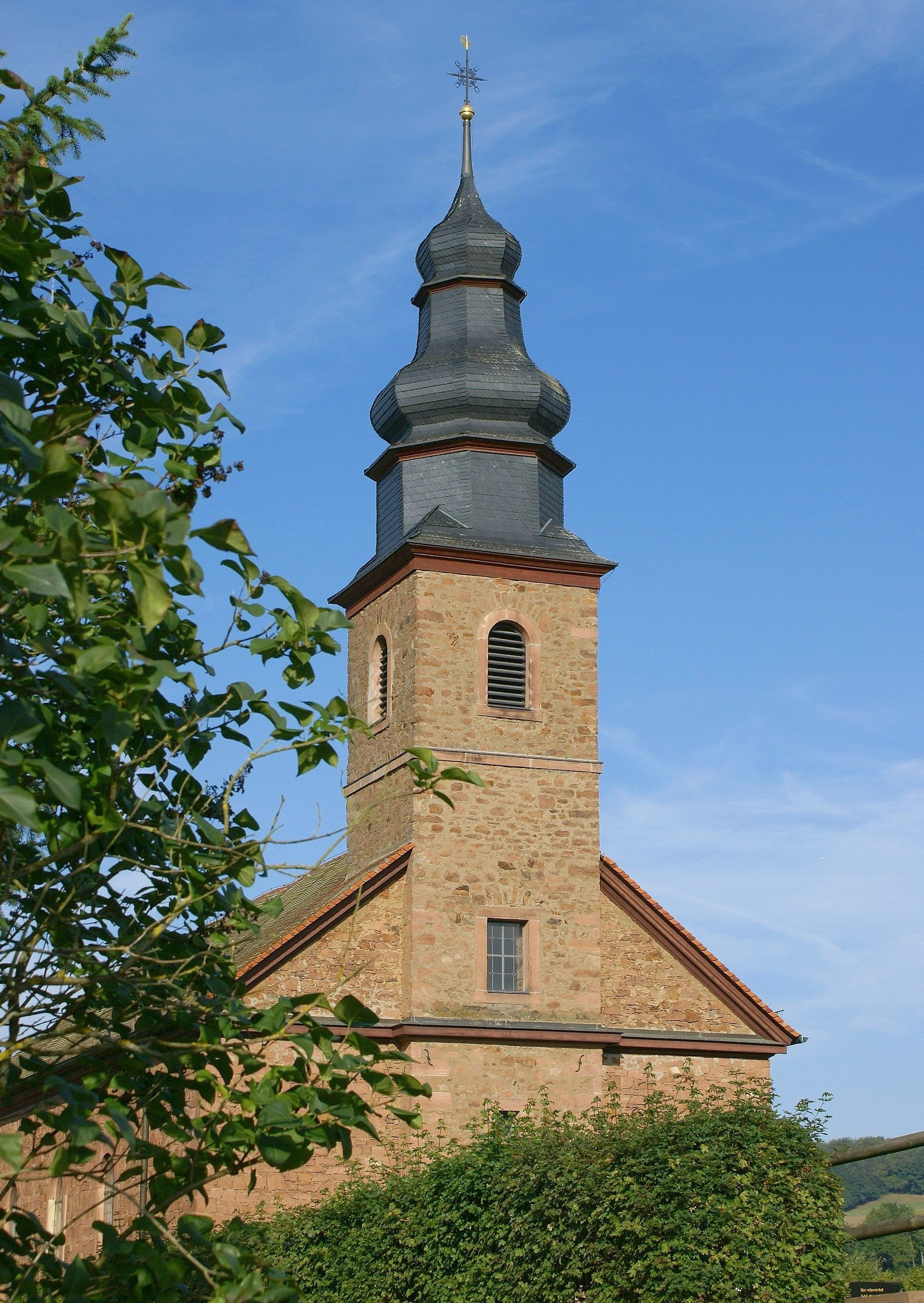
St. Wendelin in Oberwestern

Die römisch-katholische, denkmalgeschützte Pfarrkirche St. Wendelin steht in Oberwestern, einem Gemeindeteil der Gemeinde Westerngrund im Landkreis Aschaffenburg (Unterfranken, Bayern).  Das Bauwerk ist unter der Denkmalnummer D-6-71-159-2 als Baudenkmal in der Bayerischen Denkmalliste eingetragen. Die Pfarrei gehört zur Pfarreiengemeinschaft Christus Immanuel (Krombach) im Dekanat Alzenau des Bistums Würzburg.

## Beschreibung
Die Saalkirche aus unverputzten Bruchsteinen wurde 1827/28 erbaut. Sie besteht aus einem mit einem Satteldach bedeckten Langhaus, einem in diesen eingestellten quadratischen Kirchturm im Osten, und den um 1910 angebauten, eingezogenen, dreiseitig geschlossenen Chor im Westen. Das oberste Geschoss des dreigeschossigen Kirchturms beherbergt hinter den Klangarkaden den Glockenstuhl. Darauf sitzt ein schiefergedeckter Helm, der aus einem achteckigen Aufsatz besteht, auf dem eine Welsche Haube sitzt.
Die um 1870 von Brindley und Foster gebaute Orgel hat 15 Register, 2 Manuale und ein Pedal.